# Antimoniato de meglumina
El antimoniato de meglumina es un medicamento que se utiliza en las infecciones por leishmania incluyendo la leishmaniosis visceral o Kala-azar. Pertenece al grupo de los antimoniales pentavalentes. Los dos antimoniales pentavalentes disponibles para el tratamiento de la leishmaniosis son el estibogluconato sódico, también llamado gluconato de antimonio sódico, que se emplea principalmente en Estados Unidos, y el antimoniato de meglumina utilizado sobre todo en países de habla hispana y francófonos. Ambos se administran por vía parenteral.

## Mecanismo de acción
Inhibe tanto la glucólisis como la oxidación de los ácidos grasos e induce la disminución de la biosíntesis energética del amastigote, una de las fase en el ciclo vital de leishmania. No está totalmente establecido su mecanismo de acción.

## Efectos adversos
Como todos los medicamentos, puede provocar efectos secundarios, entre ellos dolor abdominal, náuseas y vómitos, dolor de cabeza, fiebre, dolor articular, dolor muscular y malestar general. Se han observado en ocasiones alteraciones en el electrocardiograma y elevación de las enzimas hepáticas (hepatotoxicidad).

## Respuesta al tratamiento
La respuesta al tratamiento es variable, se han notificado numerosos casos de fracaso terapéutico, probablemente originado por reinfección o resistencia de la leishmania al fármaco. Los pacientes infectados con el virus de la inmunodeficiencia humana que contraen leishmaniosis y son tratados con antimoniato de meglumina presentan una tasa alta de fracaso terapéutico y recidivas.

## Nombre comercial
Glucantime